# SM Entertainment
SM Entertainment Co., Ltd. (кор. SM엔터테인먼트) — південнокорейська міжнародна розважальна компанія. Це одна з найбільших розважальних компаній Південної Кореї. Її заснував у 1995 році виконавчий продюсер звукозапису Лі Суман. Компанія відповідальна за сприяння та популяризацію кар'єри незліченної кількості зірок K-pop, які збирають велику кількість прихильників по всьому світу. Компанія працює як звукозаписний лейбл, агентство талантів, музична продюсерська компанія, компанія з організації подій та концертного виробництва, а також музичне видавництво. SM Entertainment відома тим, що очолила світовий феномен K-pop і музичну сторону «халлю», також відомої як «Корейська хвиля» з такими гуртами як H.O.T., S.E.S. і співачкою БоА.
Лейбл також представляв K-pop виконавців, таких як TVXQ!, Super Junior, Girls' Generation, J-Min, Shinee, Zhou Mi, Exo, Red Velvet, NCT, SuperM і Aespa, а раніше представляли Shinhwa, Fly to the Sky, The Grace, f(x). Він також керує акторами, серед яких Кім Мінчжон, Лі Чжерьон, Ю Хочжон, Чо Джунйон і раніше представляли Лі Єнхі, Го Ара. У Японії SM співпрацює з лейблом Avex Trax для таких виконавців, як Аюмі Хамасакі, Наміе Амуро та Кода Кумі, а також виконавців із Johnny's Entertainment, таких як Arashi та KAT-TUN.

## Дочірні підприємства
Перелік згідно офіційного сайту компанії:
- SM Studios[10]
  - SM C&C (2012)
  - SM Life Design Group (2018)
  - DEAR U (2017)
  - Mystic Story (2017)
  - KEYEAST (2018)
- Dream Maker Entertainment (2006)
- SM True (2011) спільне підприємство з True Corporation Таїланд
- SM Brand Marketing (2008)
- galaxiaSM (2004)
- Million Market (2018)
- SM Japan (2001)
- SM USA (2008)
- SM F&B Development (2008)
- SMTOWN Planner (2017)
- ESteem (2015)
- SM Entertainment Indonesia (2019) спільне підприємство з Trans Media Індонезія[11]
- SM Entertainment Vietnam (2020)[12]

### Лейбли
- Woollim Entertainment (2013)
- Label SJ (2015)
- ScreaM Records (2016)
- Label V (2019)
- All I Know Music (AIKM)
- SM Classics (2020)

## Артисти
| - БоА - Kangta - Джей-Мін - Темін - Тхейон - Ім Юна - Хьойон - Юрі - Кі - Онью - Чен - Юноу Юнхо - Бекхьон - Сухо - Макс Чанмін - Кай - Венді - Джой - Д.О. - Мінхо | - TVXQ - Girls' Generation - SHINee - EXO - Red Velvet - NCT - Aespa - SuperM - Got the Beat | - Чо Джун Йон - Чхве Джон Юн - Кім Кьон Шік - Кім Мінджон - Лі Чоль У - Лі Черьон - Ліна - Ю Ходжон |